# رایان کوگلر
رایان کوگلر (انگلیسی: Ryan Coogler؛ زادهٔ ۲۳ مهٔ ۱۹۸۶) یک کارگردان فیلم و فیلم‌نامه‌نویس آمریکایی است.

## آثار کارگردانی
- ایستگاه فروتویل (۲۰۱۳)[۲]
- کرید (۲۰۱۵)[۳]
- پلنگ سیاه (۲۰۱۸)[۴]
- کرید ۲ (۲۰۱۸) (فقط مدیر تولید)[۵]
- کرید ۳ (۲۰۲۲) (فقط تهیه‌کننده)
- پلنگ سیاه ۲ (۲۰۲۲)
- فیلم بدون عنوان رایان کوگلر (۲۰۲۵)